# ダンジョンズ&ドラゴンズ・マスター・セット
『ダンジョンズ&ドラゴンズ・マスター・セット』は、ダンジョンズ&ドラゴンズ・ファンタジー・ロールプレイングゲームのための拡張用ボックスセットである。これはベーシック・セットを拡張するため、1985年に最初に出版された。

## 出版履歴
ダンジョンズ&ドラゴンズ・ベーシック･セットは、1983年にフランク・メンツァーによって最後の改定をされ、この時にダンジョンズ&ドラゴンズ・セット1：ベーシック・ルールとされた。1983年から1985年までの間、この系統はメンツァーによって、5つのボックスセットのシリーズとして改訂と拡張がなされ、ベーシック・ルール（1 - 3レベルに対応）、エキスパート・ルール（4 - 14レベルに対応）、コンパニオン・ルール（15 - 25レベルに対応）、マスター・ルール（26 - 36レベルに対応）、イモータル・ルール（レベルを超越したキャラクターであるイモータルに対応）となった。マスター・ルール・セットはボックスセットであり、32ページの「マスター・プレイヤーズ・ブック」と、64ページの「ダンジョン・マスターズ・ブック」が収録されている。これら2冊のルールブックはフランク・メンツァーが執筆し、バーバラ・グリーン・ディア、アン・C・グレイ、マイク・ブレオーが編集、カバーアートをラリー・エルモア、本文イラストをジェフ・イーズリー、ロジャー・ラウプらが担当した。

## 内容
マスター・プレイヤーズ・ブックはクレリック、マジックユーザー、ドルイドの各クラスの呪文を増加させた。また、デミヒューマン・キャラクターのアタックランクの範囲を追加した。そして、キャラクターが初心者から達人まで階級を上げることもできる、武器専門化と熟練の一種であるウェポンマスタリー・ルールが用意された。同じくD&Dゲームで見られる全ての武器の表が一覧となっており、全ての制限（両手が必要、接近戦での使用のみ、など）、価格、重量、各熟練段階毎のダメージ、防御への使用、特殊効果が記載された。この本には高レベルキャラクターのための経験、能力、呪文のルール、新たな鎧、武器、攻城戦の指針と攻城装備が記載された。
ダンジョン・マスターズ・ブックの大部分は、拡張されたマジックアイテムとモンスターの一覧に占められている。プレイヤーが小さな帝国を運営する際の書類仕事と、遭遇のバランスを保つための節をどう対処するかを含む、このような高度の魔法と超強力なキャンペーンにどう対処するかについて、この本はDMに安定した指針の一式を提供する。また、このゲームのイモータル、そしてビホルダーのような特定のモンスターが持つ特性であるアンチマジック（その影響圏内では魔法の効果が減殺、あるいは無効化される）の概念が導入された。さらに、キャラクターが統治する国、現実性の移行、人間以外の呪文使い、アーティファクトに関するルールを扱った。

## 評判
マスター・ルール・セットは、ポール・コックバーンによってホワイトドワーフ誌73号（1986年1月）において論評され、10段階評価で8を与えられた。コックバーンは「マスター・セットは、あなたが何かシンプルなものを求め喘ぐままにはしておかない」、そしてこれは「このゲームへの知性的で、緻密で、興味深い拡張」である、と感じた。コックバーンはウェポンマスタリー・ルールについて、方式が簡素で、しかし必要充分でもあり、さらにD&Dゲームに登場する全ての武器の表を1か所にまとめたことがこれをより有用にしていると述べ、称賛した。コックバーンは高経験レベルにおけるキャンペーンにどう対処するかの指針を好み、この手助けは必要であったとみなし、そして一部の人々は「この情報は全て、これ以前のルール・セットに存在すべきであった。しかし、マスターズ（ルール）は大抵の人々が重大な問題に遭遇し始める頃でもある。この状況において、それは非常に理に適った助言である」と考えるかもしれないことを指摘した。また、コックバーンはアンチマジックの考案を、高経験レベルのプレイの制御を保つ方法として好んだ。「これは素晴らしいアイデアだ。パーティのマジックユーザーの有効性が、24時間毎に1回のスリープ（の呪文）しか使えなかった1レベルの頃とさして変わらないくらいに低下してしまう以上の皮肉を、私は思い付くことができない。実際に、魔法使用の激化を止める手段として、これは非常に良い」。コックバーンは、「マスター・セットは充分に高い経験レベルのキャラクターを扱うキャンペーンに関わる誰にとっても、非常に有用なセットである」と述べて論評を終えた。

## 論評
- The V.I.P. of Gaming Magazine誌 2号（1986年）